# Habib al-Yaziji
Habib Al-Yaziji est un poète et écrivain libanais, est un écrivain et poète libanais, né le 15 février 1833 à Kfarchima (Émirat du Mont-Liban), et mort le 31 décembre 1870. Il appartient à une famille littéraire, son père est le poète et écrivain Nassif Al-Yaziji, son frère, le linguiste et écrivain Ibrahim Al-Yaziji, et sa sœur, la poétesse Warda Al-Yaziji.
Il a écrit « Al-Lami'a fi Sharh al-Jami'a », un commentaire sur l'ouvrage en vers de son père « Al-Jami'a fi al-‘Arood wa al-Qawafi », ainsi que deux nouvelles traduites du français qu'il n'a pas publiées. Il a également écrit des poèmes. Il a été membre de la Société scientifique syrienne et de la société orientale.

## Jeunesse et carrière
Habib, fils de Nasif Al-Yaziji, est né le 15 février 1833 à Kfarshima. Il était l'aîné des enfants de son père, un poète et écrivain de renom. Il n'a pas été scolarisé, mais son père lui a enseigné l'arabe et la poésie. De manière autodidacte, il a appris le français, la littérature française, l'arithmétique, l'algèbre, l'italien, l'anglais, le grec et le turc. Il a commencé à écrire de la poésie dès son jeune âge, mais sa carrière commerciale l'a éloigné de la poésie. Il maîtrisait la comptabilité, une compétence rare à l'époque.
Il rejoint la société orientale fondée par les jésuites à Beyrouth en 1850 pour promouvoir la littérature et la langue. Il a écrit dans la revue de la Société de la Mission de Saint Vincent de Paul, une revue mensuelle fondée à Beyrouth le 1er juin 1867. Il devient membre, tout comme son frère Ibrahim, de la Société scientifique syrienne et a écrit des articles pour sa revue mensuelle « Majmou'a al-‘Uloom », qui a commencé à paraître le 15 janvier 1868 et s'est arrêtée deux ans plus tard.
Il a écrit « Al-Lami'a fi Sharh al-Jami'a », un commentaire sur l'œuvre en vers de son père, publié à la presse nationale de Beyrouth en 1869. Il a écrit deux nouvelles, non publiées, intitulées « 'Aad Liira Brunswick », traduite du français, et « Telmak », une traduction du français de l'histoire des « Aventures de Télémaque » par François Fénelon. Il a également écrit plusieurs poèmes, dont une élégie pour le patriarche Maxime Mezlem, décédé en 1855.
Lors de l'épidémie de choléra à Beyrouth en 1865, il a refusé de quitter la ville et a répondu à ceux qui l'ont critiqué en disant : « L'air jaune plutôt que de côtoyer les paysans », car il n'avait l'habitude que de fréquenter la classe supérieure de Beyrouth. Il a demandé en mariage la fille d'un notable de Palestine, qui étudiait chez les sœurs de Nazareth à Beyrouth, mais il n'a pas pu l'épouser avant sa mort. Il est décédé le 31 décembre 1870 de la tuberculose. Il a été enterré dans le caveau familial du cimetière de Zaitouna à Beyrouth.

## Membres des associations
- Société scientifique syrienne
- Société orientale

## Ses œuvres
- « Al-Lami'a fi Sharh al-Jami'a », presse nationale, Beyrouth, 1869 (commentaire sur le poème en vers « Al-Jami'a fi al-‘Arood wa al-Qawafi » de Nasif Al-Yaziji)
- « 'Aad Liira Brunswick » (nouvelle non publiée, traduite du français)
- « Telmak » (nouvelle non publiée, traduction de l'histoire « Aventures de Télémaque » de François Fénelon)